# Греко-римская борьба на летних Олимпийских играх 1960 — до 67 кг
Соревнования по греко-римской борьбе в рамках Олимпийских игр 1960 года в лёгком весе (до 67 килограммов) прошли в Риме с 26 по 31 августа 1960 года в «Базилике Максенция».
Турнир проводился по системе с начислением штрафных баллов, но в сравнении с прошлыми играми, сменилась система их начисления и был введён такой результат, как ничья. За чистую победу штрафные баллы не начислялись, за победу по очкам борец получал один штрафной балл, за ничью два штрафных балла, за поражение по очкам три штрафных балла, за чистое поражение — четыре штрафных балла. Борец, набравший шесть штрафных баллов, из турнира выбывал. Трое оставшихся борцов выходили в финал, где проводили встречи между собой. Встречи между финалистами, состоявшиеся в предварительных схватках, шли в зачёт. Схватка по регламенту турнира продолжалась 12 минут. Если в течение первых шести минут не было зафиксировано туше, то судьи могли определить борца, имеющего преимущество. Если преимущество никому не отдавалось, то назначалось четыре минуты борьбы в партере, при этом каждый из борцов находился внизу по две минуты (очередность определялась жребием). Если кому-то из борцов было отдано преимущество, то он имел право выбора следующих шести минут борьбы: либо в партере сверху, либо в стойке. Если по истечении четырёх минут не фиксировалась чистая победа, то оставшиеся две минуты борцы боролись в стойке.
В лёгком весе боролись 23 участника. Самым молодым был 19-летний борец Ник Стамулус, самым возрастным 38-летний заслуженный ветеран Густав Фрей. В этой весовой категории не было явных фаворитов: никто из участников не поднимался на высшие ступени пьедесталов в непосредственно предшествующим играх чемпионатах. Бороться за награды мог действующий олимпийский чемпион Кюёсти Лехтонен, нельзя было сбрасывать со счетов чемпиона Олимпийских игр 1948 года Густава Фрея. Многое в ходе турнира произошло в пятом круге, куда пять борцов вышли без права даже на ничью. Проще всего было югославу Браниславу Мартиновичу: он пропускал этот круг, поэтому в любом случае выходил в финальную часть с одним или двумя борцами. Фрей победил чехословацкого борца Матушека, в результате выбыли оба, каждый с шестью баллами, но Фрей получил бронзовую медаль за счёт личной победы, в финал уже выходил лишь победитель пары Коридзе — Стоянов. В середине этой встречи борцы обменялись короткими репликами, после чего Стоянов перестал бороться, и лёг на лопатки. Оба борца были дисквалифицированы. После вмешательства президента Международной любительской федерации борьбы Роже Кулона результат схватки был пересмотрен: Коридзе засчитали победу, но не чистую, а по очкам (что, собственно ситуации не меняло, он выходил в финал и по очкам). После финальной встречи где Коридзе победил Мартиновича, югославской делегацией был заявлен протест на результат встречи Коридзе — Стоянов. В результате Стоянов был дисквалифицирован, но в отношении Коридзе не последовало никаких санкций (и даже если подходить формально, не сняты штрафные баллы), соответственно результат финальной встречи остался действительным. 

## Призовые места
- Автандил Коридзе (URS)
- Бранислав Мартинович (YUG)
- Густав Фрей (SWE)

## Первый круг
| Штрафных баллов | Участник 1                 | Результат   | Участник 2                      | Штрафных баллов |
| --------------- | -------------------------- | ----------- | ------------------------------- | --------------- |
| 1               | Автандил Коридзе (URS)     | По очкам    | Марио Де Силва (ITA)            | 3               |
| 1               | Кюёсти Лехтонен (FIN)      | По очкам    | Бен Нортруп (USA)               | 3               |
| 0               | Мицухару Китанура (JPN)    | Туше (3:18) | Мохамед Мукрим бен Мансур (MAR) | 4               |
| 1               | Димитр Стоянов (BUL)       | По очкам    | Ибрагим Аварики (LIB)           | 3               |
| 1               | Эрнест Гонджик (POL)       | По очкам    | Эрик Томсен (DEN)               | 3               |
| 1               | Адиль Гунгёр (TUR)         | По очкам    | Эдмунд Сегер (EUA)              | 3               |
| 1               | Бартль Брётцнер (AUT)      | По очкам    | Лео Пик (NED)                   | 3               |
| 1               | Роджер Скоен (NOR)         | По очкам    | Ник Стамулус (AUS)              | 3               |
| 1               | Бранислав Мартинович (YUG) | По очкам    | Думитру Георге (ROU)            | 3               |
| 1               | Густав Фрей (SWE)          | По очкам    | Эрнандо Дельгадо (ESP)          | 3               |
| 1               | Анастасиос Мусидис (GRE)   | По очкам    | Жак Порто (FRA)                 | 3               |
| 0               | Карел Матушек (TCH)        | Пропускал   |                                 |                 |

## Второй круг
| Штрафных баллов | Участник 1                 | Результат    | Участник 2                      | Штрафных баллов |
| --------------- | -------------------------- | ------------ | ------------------------------- | --------------- |
| 1               | Карел Матушек (TCH)        | По очкам     | Марио Де Силва (ITA)            | 6               |
| 2               | Автандил Коридзе (URS)     | По очкам     | Бен Нортруп (USA)               | 6               |
| 2               | Кюёсти Лехтонен (FIN)      | По очкам     | Мицухару Китанура (JPN)         | 3               |
| 4               | Ибрагим Аварики (LIB)      | По очкам     | Мохамед Мукрим бен Мансур (MAR) | 7               |
| 3               | Эрнест Гонджик (POL)       | Ничья        | Димитр Стоянов (BUL)            | 3               |
| 3               | Эрик Томсен (DEN)          | Туше (11:52) | Эдмунд Сегер (EUA)              | 7               |
| 3               | Адиль Гунгёр (TUR)         | Ничья        | Бартль Брётцнер (AUT)           | 3               |
| 4               | Лео Пик (NED)              | По очкам     | Ник Стамулус (AUS)              | 6               |
| 3               | Думитру Георге (ROU)       | Туше (7:29)  | Роджер Скоен (NOR)              | 5               |
| 3               | Бранислав Мартинович (YUG) | Ничья        | Густав Фрей (SWE)               | 3               |
| 4               | Жак Порто (FRA)            | По очкам     | Эрнандо Дельгадо (ESP)          | 6               |
| 1               | Анастасиос Мусидис (GRE)   | Пропускал    |                                 |                 |

## Третий круг
| Штрафных баллов | Участник 1                 | Результат   | Участник 2               | Штрафных баллов |
| --------------- | -------------------------- | ----------- | ------------------------ | --------------- |
| 2               | Карел Матушек (TCH)        | По очкам    | Анастасиос Мусидис (GRE) | 4               |
| 4               | Автандил Коридзе (URS)     | Ничья       | Кюёсти Лехтонен (FIN)    | 4               |
| 6               | Ибрагим Аварики (LIB)      | Ничья       | Мицухару Китанура (JPN)  | 5               |
| 4               | Димитр Стоянов (BUL)       | По очкам    | Эрик Томсен (DEN)        | 6               |
| 5               | Адиль Гунгёр (TUR)         | Ничья       | Эрнест Гонджик (POL)     | 5               |
| 7               | Роджер Скоен (NOR)         | Ничья       | Бартль Брётцнер (AUT)    | 5               |
| 3               | Бранислав Мартинович (YUG) | Туше (2:14) | Лео Пик (NED)            | 4               |
| 5               | Густав Фрей (SWE)          | Ничья       | Думитру Георге (ROU)     | 5               |
| 4               | Жак Порто (FRA)            | Пропускал   |                          |                 |

## Четвёртый круг
| Штрафных баллов | Участник 1                 | Результат   | Участник 2               | Штрафных баллов |
| --------------- | -------------------------- | ----------- | ------------------------ | --------------- |
| 3               | Карел Матушек (TCH)        | По очкам    | Жак Порто (FRA)          | 7               |
| 4               | Автандил Коридзе (URS)     | Туше (4:13) | Анастасиос Мусидис (GRE) | 8               |
| 5               | Димитр Стоянов (BUL)       | По очкам    | Кюёсти Лехтонен (FIN)    | 7               |
| 7               | Эрнест Гонджик (POL)       | Ничья       | Мицухару Китанура (JPN)  | 7               |
| 7               | Адиль Гунгёр (TUR)         | Ничья       | Думитру Георге (ROU)     | 7               |
| 4               | Бранислав Мартинович (YUG) | По очкам    | Бартль Брётцнер (AUT)    | 8               |
| 5               | Густав Фрей (SWE)          | Пропускал   |                          |                 |

## Пятый круг
| Штрафных баллов | Участник 1                 | Результат | Участник 2           | Штрафных баллов |
| --------------- | -------------------------- | --------- | -------------------- | --------------- |
| 6               | Густав Фрей (SWE)          | По очкам  | Карел Матушек (TCH)  | 6               |
| 5               | Автандил Коридзе (URS)     | По очкам  | Димитр Стоянов (BUL) | 8               |
| 4               | Бранислав Мартинович (YUG) | Пропускал |                      |                 |

## Финал
| Штрафных баллов | Участник 1             | Результат | Участник 2                 | Штрафных баллов |
| --------------- | ---------------------- | --------- | -------------------------- | --------------- |
| 6               | Автандил Коридзе (URS) | По очкам  | Бранислав Мартинович (YUG) | 7               |